# Ladies of Soul
De Ladies of Soul is de naam voor de gelegenheidsformatie van de vier zangeressen Berget Lewis, Edsilia Rombley, Trijntje Oosterhuis en Candy Dulfer. Voorheen maakte ook Glennis Grace deel uit van de Ladies of Soul, maar zij is sinds 2024 geen onderdeel van de groep meer.

## Geschiedenis

### Formatie
De meeste Ladies kennen elkaar vanaf jongs af aan. Ze zijn door verschillende connecties met elkaar opgegroeid. Zo waren Oosterhuis en Lewis buurmeisjes, Rombley en Lewis al van jongs af aan hartsvriendinnen en Oosterhuis en Dulfer kenden elkaar weer via familie. Alle ladies (inclusief Glennis Grace) belandden in de muziek en traden regelmatig bij elkaar op als special guest. Vanwege het overlijden van Whitney Houston in februari 2012 organiseerde Tjeerd Oosterhuis in samenwerking met Trijntje Oosterhuis, Berget Lewis, Edsilia Rombley, Glennis Grace en Candy Dulfer een eenmalig concert als eerbetoon aan Houston in De Melkweg in Amsterdam. Andere deelnemers van deze tribute waren Do en Tania Kross. Het concert was zo'n succes dat Oosterhuis hier werk van ging maken en zo werd het concept van de "Ladies of Soul" geboren. Tijdens de eerste concertenreeks zou oorspronkelijk ook Do meedoen, maar door een (ongeplande) zwangerschap moest zij afhaken. Daarnaast zou het volle repetitieschema van de Ladies of Soul haar herstel in de weg staan. Dit maakte de zangeres bekend in een uitzending van RTL Boulevard, rond februari 2017. Waarom Kross niet meedeed is onbekend. 

### Succes
Speciaal voor de Ladies (en om de concerten extra promoten) werd er een nieuw nummer geschreven en opgenomen. De single I'll Carry You verscheen op 22 november 2013. Het eerste aangekondigde concert op 14 februari 2014 was al zo snel uitverkocht dat er al snel een tweede datum werd aangekondigd, namelijk een dag eerder: 13 februari. Uiteindelijk was ook dit tweede concert uitverkocht. Vanwege het succes rondom de eerste concertenreeks en de goede verkoop van het live-album dat van de eerste reeks verscheen, werd er al gauw een tweede editie in februari 2015 georganiseerd. Deze kreeg er direct al twee extra concerten bij, waarvan er uiteindelijk twee van de drie uitverkocht waren en de derde bijna. Ook voor deze editie kwam een single uit, namelijk Up Till Now. Daarnaast gaven de Ladies hetzelfde concert later die maand ook in de Lotto Arena in Antwerpen, waarbij de Vlaamse zangeres Natalia Druyts als special guest optrad.
Wederom door het succes van de tweede editie en belangstelling vanuit België werd er op 29 april bekendgemaakt dat de Ladies of Soul op 12, 13 en 14 februari 2016 wederom in de Ziggo Dome zouden staan. Na de eerste show van 2016 ging de kaartverkoop van 10 en 11 februari 2017 al in de verkoop. Ook stonden de Ladies, zonder Trijntje, maar wederom met Natalia, op 19 februari 2016 in de Lotto Arena. Oosterhuis besloot in verband met haar zwangerschapsverlof zich alleen voor te bereiden op de Nederlandse shows.
In 2017 wisten de Ladies voor het eerst hun drie concerten uitverkocht te krijgen. Na deze editie maakte Oosterhuis in juni 2017 bekend te stoppen met de Ladies of Soul, omdat ze zich meer wilde focussen op haar solocarrière. Oosterhuis verzorgde echter nog wel een gastoptreden tijdens het vijfjarige jubileum op 23 en 24 maart in 2018. In 2019 waren de Ladies te zien in de Uur van de wolf-documentaire Soulmates. Hierin werden ze gevolgd tijdens de voorbereidingen voor de concerten dat jaar en tijdens hun soloactiviteiten, waaronder de deelname van Grace aan America's Got Talent.

### Verdere ontwikkelingen
In 2020 kondigden de Ladies of Soul aan dat zij weer terug zouden keren met een optreden op 20 november 2020 in de Ziggo Dome. Door de coronapandemie van dat jaar werd het concert verzet naar 2 juli 2021, dat op z'n beurt om dezelfde reden vervolgens weer werd verzet naar 29 oktober van datzelfde jaar. Vanwege een goede kaartverkoop werd er een extra datum toegevoegd, maar beide shows werden ook om dezelfde reden als de twee vorige keren verzet naar 23 en 24 september 2022. In juni 2022 werden beide shows afgelast naar aanleiding van een arrestatie van Grace. Zij werd namelijk opgepakt voor geweldpleging vanwege een incident in een Amsterdamse supermarkt waar ze later ook voor veroordeeld werd. Na een lange periode van onzekerheid was er op 2 april 2024 een persevenement in Club Dauphine in Amsterdam; de Ladies of Soul verkondigden hun langverwachte comeback en een gloednieuw concert op 4 april 2025 in de Ziggo Dome. Hiervoor keerde Oosterhuis terug bij de formatie en verving daarmee de afwezige Glennis Grace. Dit tot ongenoegen van een aantal fans die hier boos op reageerden. Zij vonden het namelijk niet eerlijk dat de zangeres vanwege haar Jumbo-incident uit de groep was gezet. Desondanks werden er twee extra concerten ingelast op 5 en 6 april 2025. De Ladies kregen extra muzikale ondersteuning van Sister Sledge, Do, Shirma Rouse, Robin S. en Giovanca. Tevens verscheen de single We've Got Tonight, geschreven door Tjeerd Oosterhuis.

## Trivia
- De Britse zangeres Bronte Shande gaf op 22 januari 2025 in de Brixtonse club Hootenanny een tribute-concert met de titel Ladies of Soul. Shande werd begeleid door de band van Amy Winehouse waarmee ze regelmatig toert als impersonator.
- Van de Ladies of Soul bestaat zelf ook een tributeband; Sisters of Soul.

## Ladies

### Huidige Ladies
- Trijntje Oosterhuis
- Candy Dulfer
- Berget Lewis
- Edsilia Rombley

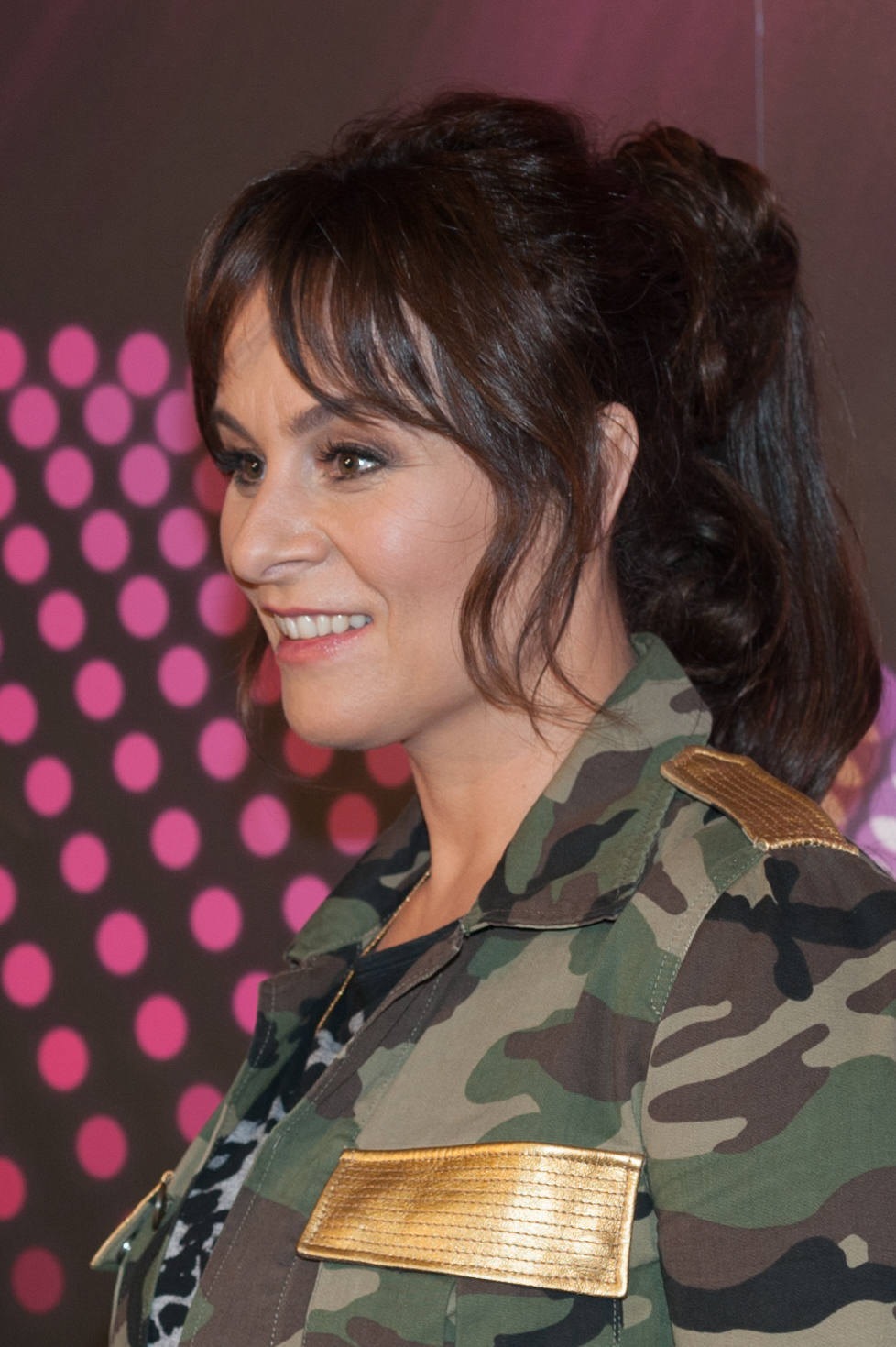
Lady T
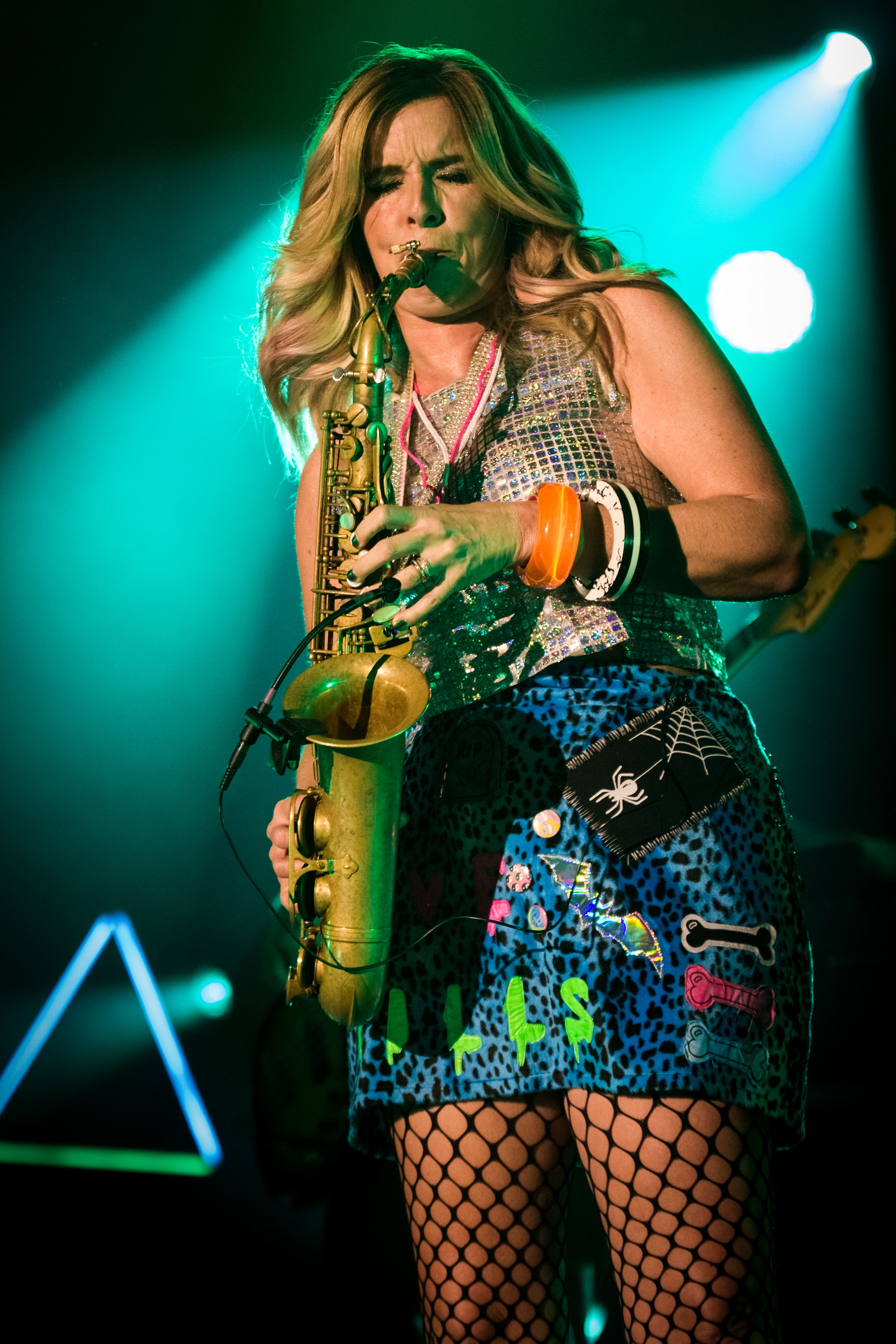
Lady C
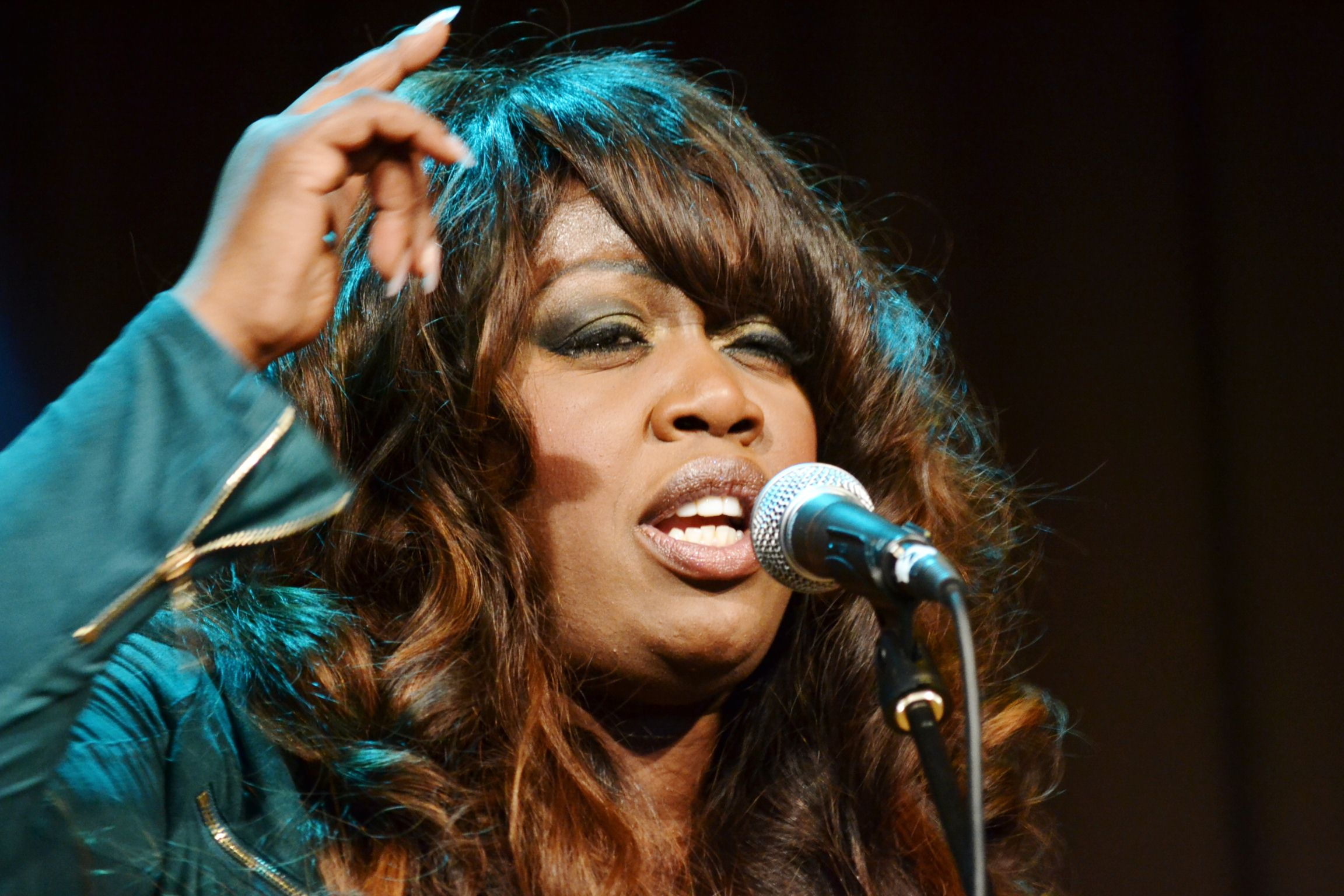
Lady B
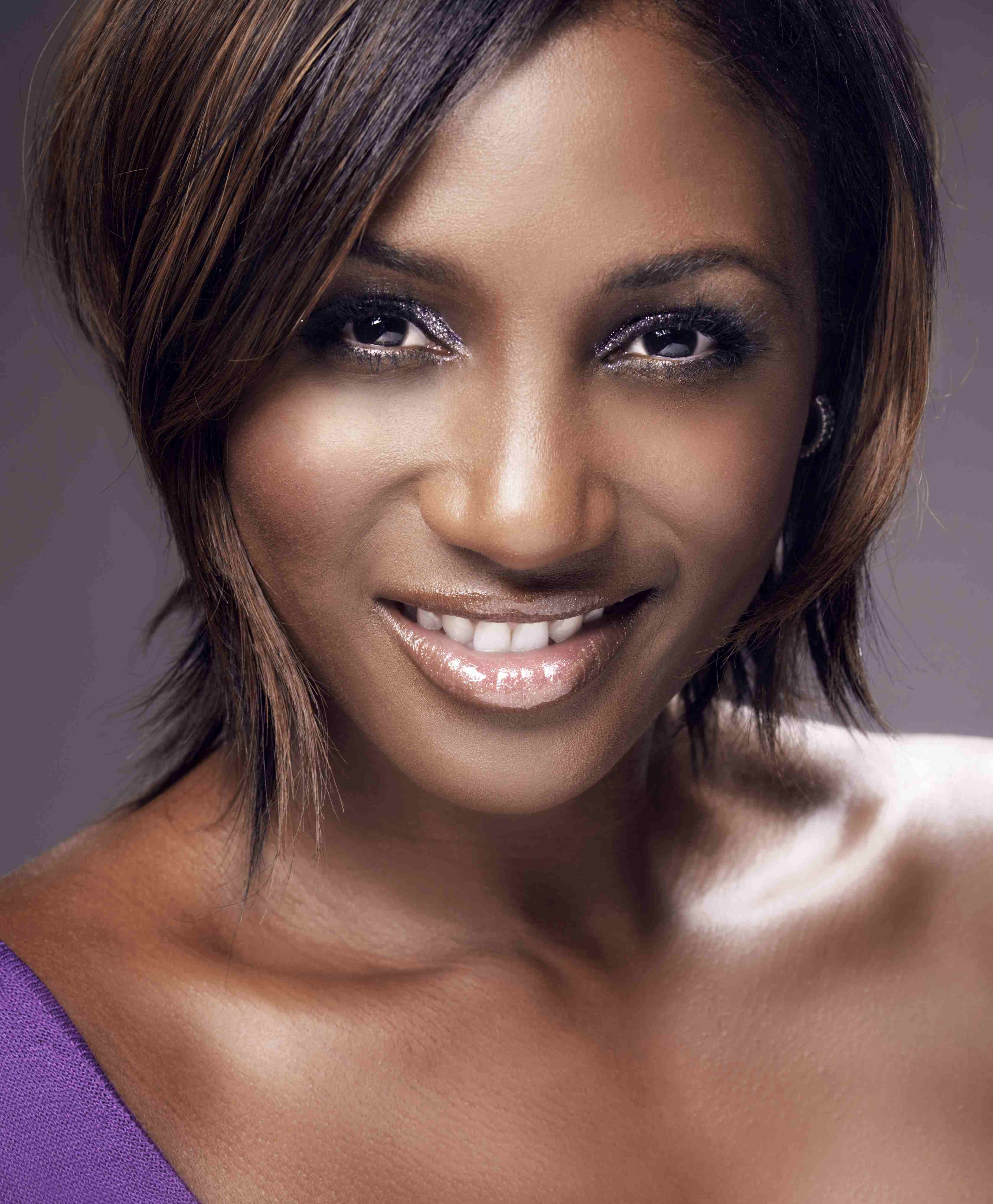
Lady E

### Voormalige Lady
- Glennis Grace ( 2012–2024)

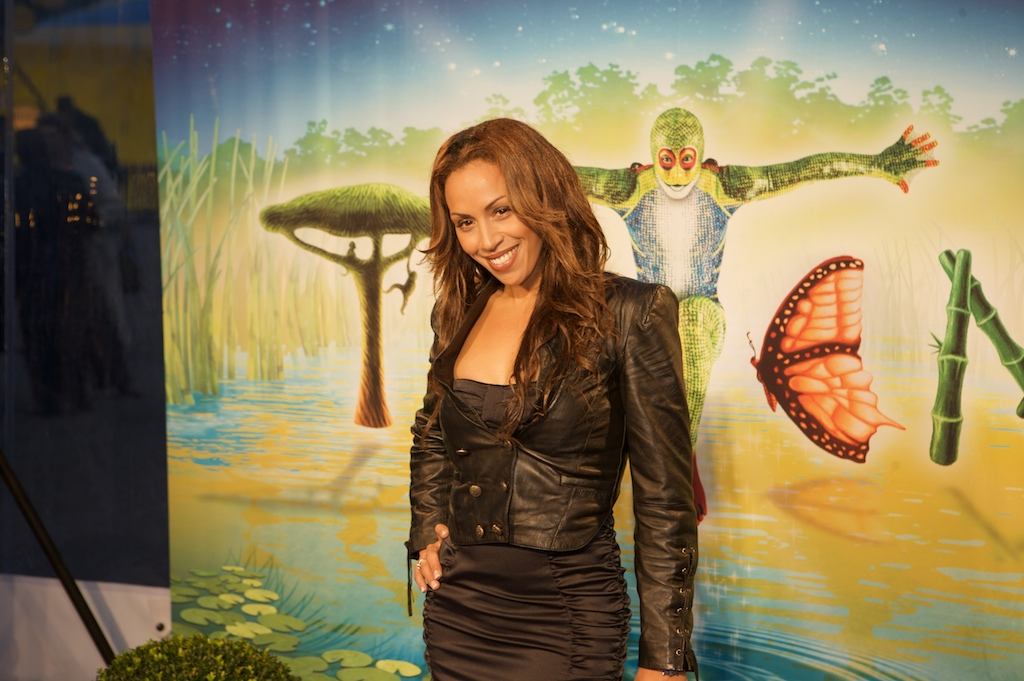
Lady G (2012–2024)

## Discografie

### Albums
| Album met eventuele hitnotering(en) in de Nederlandse Album Top 100 | Datum van verschijnen | Datum van binnenkomst | Hoogste positie | Aantal weken | Opmerkingen |
| ------------------------------------------------------------------- | --------------------- | --------------------- | --------------- | ------------ | ----------- |
| Live at the Ziggo Dome 2014                                         | 11-04-2014            | 19-04-2014            | 2               | 41           |             |
| Live at the Ziggo Dome 2015                                         | 01-04-2015            | 11-04-2015            | 3               | 24           |             |
| Live at the Ziggo Dome 2016                                         | 08-04-2016            | 23-04-2016            | 3               | 8            |             |
| Live at the Ziggo Dome 2017                                         | 07-04-2017            | 15-04-2017            | 7               | 2            |             |
| Live at the Ziggo Dome 2018                                         | 2018                  |                       |                 |              |             |
| Live at the Ziggo Dome 2019                                         | 2019                  |                       |                 |              |             |

| Album met hitnotering(en) in de Vlaamse Ultratop 200 albums | Datum van verschijnen | Datum van binnenkomst | Hoogste positie | Aantal weken | Opmerkingen |
| ----------------------------------------------------------- | --------------------- | --------------------- | --------------- | ------------ | ----------- |
| Live At The Ziggo Dome 2015                                 | 01-04-2015            | 18-04-2015            | 94              | 3            |             |
| Live At The Ziggo Dome 2016                                 | 08-04-2015            | 23-04-2016            | 81              | 1            |             |
| Live at the Ziggo Dome 2017                                 | 07-04-2017            | 15-04-2017            | 56              | 1            |             |

### Singles
| Single met eventuele hitnotering(en) in de Nederlandse Top 40 | Datum van verschijnen | Datum van binnenkomst | Hoogste positie | Aantal weken | Opmerkingen                 |
| ------------------------------------------------------------- | --------------------- | --------------------- | --------------- | ------------ | --------------------------- |
| I'll Carry You                                                | 22-11-2013            | -                     |                 |              | Nr. 80 in de Single Top 100 |
| Up Till Now                                                   | 09-10-2014            | -                     |                 |              |                             |
| Feel Good                                                     | 01-09-2015            | -                     |                 |              |                             |
| Higher                                                        | 05-10-2016            | -                     |                 |              |                             |
| Count Me In                                                   | 27-10-2017            | -                     |                 |              |                             |

### Dvd's
| Dvd's met hitnoteringen in de DVD Top 30 | Datum van verschijnen' | Datum van binnenkomst | Hoogste positie | Aantal weken | Opmerkingen |
| ---------------------------------------- | ---------------------- | --------------------- | --------------- | ------------ | ----------- |
| Live at the Ziggo Dome 2014              | 2014                   | 19-04-2014            | 1(8wk)          | 64           |             |
| Live at the Ziggo Dome 2015              | 2015                   | 18-04-2015            | 1(5wk)          | 42           |             |
| Live at the Ziggo Dome 2016              | 2016                   | 23-04-2016            | 1(5wk)          | 20           |             |
| Live at the Ziggo Dome 2017              | 2017                   | 15-04-2017            | 1(6wk)          | 25           |             |

| Dvd's met hitnoteringen in de Vlaamse Ultratop muziek-dvd top 10/20 | Datum van verschijnen | Datum van binnenkomst | Hoogste positie | Aantal weken | Opmerkingen |
| ------------------------------------------------------------------- | --------------------- | --------------------- | --------------- | ------------ | ----------- |
| Live at the Ziggo Dome 2015                                         | 2015                  | 18-04-2015            | 4               | 44           |             |

## Concerten
| Jaar              | Datum                | Zaal                 | Stad                 | Special Guest                            |
| ----------------- | -------------------- | -------------------- | -------------------- | ---------------------------------------- |
| 2014              | 13 februari          | Ziggo Dome           | Amsterdam, Nederland | Leona Philippo                           |
| 2014              | 14 februari          | Ziggo Dome           | Amsterdam, Nederland | Leona Philippo                           |
| 2015              | 12 februari          | Ziggo Dome           | Amsterdam, Nederland | Sheila E., DJ Irwan                      |
| 2015              | 13 februari          | Ziggo Dome           | Amsterdam, Nederland | Sheila E., DJ Irwan                      |
| 2015              | 14 februari          | Ziggo Dome           | Amsterdam, Nederland | Sheila E., DJ Irwan                      |
| 2015              | 27 februari          | Lotto Arena          | Antwerpen, België    | Natalia                                  |
| 2016              | 12 februari          | Ziggo Dome           | Amsterdam, Nederland | Billy Ocean                              |
| 2016              | 13 februari          | Ziggo Dome           | Amsterdam, Nederland | Billy Ocean                              |
| 2016              | 14 februari          | Ziggo Dome           | Amsterdam, Nederland | Billy Ocean                              |
| 2016              | 19 februari          | Sportpaleis          | Antwerpen, België    | Natalia                                  |
| 2017              | 10 februari          | Ziggo Dome           | Amsterdam, Nederland | Oleta Adams                              |
| 2017              | 11 februari          | Ziggo Dome           | Amsterdam, Nederland | Oleta Adams                              |
| 2017              | 12 februari          | Ziggo Dome           | Amsterdam, Nederland | Oleta Adams                              |
| 2018              | 23 maart             | Ziggo Dome           | Amsterdam, Nederland | JT Taylor, Trijntje Oosterhuis, DJ Irwan |
| 2018              | 24 maart             | Ziggo Dome           | Amsterdam, Nederland | JT Taylor, Trijntje Oosterhuis, DJ Irwan |
| 2019              | 15 februari          | Ziggo Dome           | Amsterdam, Nederland | En Vogue                                 |
| 2019              | 16 februari          | Ziggo Dome           | Amsterdam, Nederland | En Vogue                                 |
| 2020              | 20 november          | Ziggo Dome           | Amsterdam, Nederland | -                                        |
| 2021              | 2 juli               | Ziggo Dome           | Amsterdam, Nederland | -                                        |
| 2021              | 29 oktober           | Ziggo Dome           | Amsterdam, Nederland | -                                        |
| 2021              | 30 oktober           | Ziggo Dome           | Amsterdam, Nederland | -                                        |
| 2022              | 23 september         | Ziggo Dome           | Amsterdam, Nederland | Jeangu Macrooy                           |
| 2022              | 24 september         | Ziggo Dome           | Amsterdam, Nederland | Jeangu Macrooy                           |
| 2025              | 4 april              | Ziggo Dome           | Amsterdam, Nederland |                                          |
| Totaal: 7 edities | Totaal: 18 concerten | Totaal: 18 concerten | Totaal: 18 concerten | Totaal: 18 concerten                     |